# Alix Renaud
Pour les articles homonymes, voir Renaud (homonymie).
Alix Renaud, né à Port-au-Prince, Haïti, le 30 août 1945 et mort le 11 avril 2021, est un écrivain québécois.  
Il a été professeur d'expression orale et de diction poétique. Il a, par le passé, occupé un poste de terminologue au Secrétariat d'État du Canada. Journaliste, il est depuis 2010 membre associé de la Fédération professionnelle des journalistes du Québec. Alix Renaud est également musicien amateur et diseur.

## Biographie

### Formation à Port-au-Prince

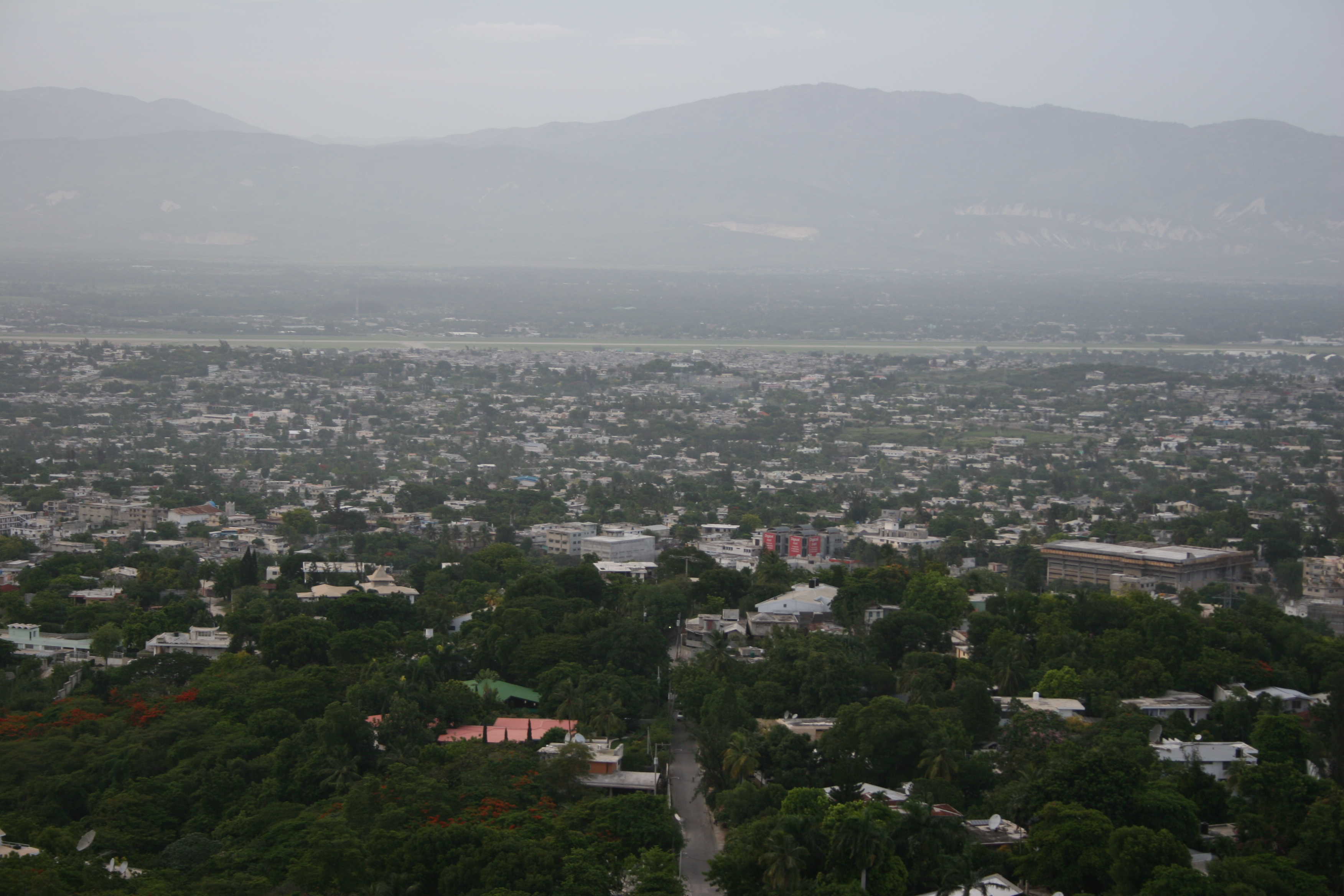
Port-au-Prince, Haïti, ville natale d'Alix Renaud.

Né en 1945 à Port-au-Prince, Alix Renaud est le fils de Béatrice Black et Joseph M. Renaud, avocat, notaire, poète et dramaturge, auteur de Mil huit cent quatre. Il fait ses études en Haïti. Au niveau du secondaire, il fréquente le Collège Georges Marc puis le Collège Clovis Bonhomme, de Port-au-Prince, jusqu'au baccalauréat. À partir de 1964, il suit le Conservatoire national d'art dramatique de Port-au-Prince. Il y obtient le premier prix ex-aequo avec Rico Mazarin en 1967 et son diplôme d'artiste dramatique professionnel. Parallèlement, entre 1965 et 1967, il suit, par correspondance et en espagnol, les cours d’électronique de l’école Difusora Panamericana de New York pour l'obtention d'un diplôme de technicien en électronique. 
Il migre au Québec en 1968 et c'est à l'Université Laval qu'il poursuit sa scolarité de maîtrise, d'abord en lettres et linguistique, puis en terminologie.

### Parcours professionnel au Québec
Il commence sa carrière professionnelle comme rédacteur et traducteur publicitaire dès son arrivée au Québec en 1968, chez Simpsons-Sears (Sears Canada). En 1973, il devient aide-terminologue à l'Office de la langue française. En 1976, il prend le poste de terminologue au Secrétariat d'État du Canada, Section de Québec. Il fait, dans le même temps, de 1972 à 1979, des interventions ponctuelles auprès du ministère des Affaires culturelles du Québec comme critique et conseiller littéraire. Il est, pendant l'année 1991, reporter bilingue espagnol et français à Radio Canada International et, à l'occasion, Reportero de un día. À partir de 1993, il devient réviseur linguistique de matériel didactique, agréé par l'Office de la langue française et le ministère de l'Éducation du Québec. Critique gastronomique au journal Voir de Québec de 1995 et 2010, il a également collaboré au Guide restos Voir pendant cette période.
Il a été professeur d'expression orale, phonétique et diction, au Collège radio-télévision de Québec, CRTQ, entre janvier 1992 et mars 2013. À l'automne-hiver 1994, il retourne à l'Université Laval comme professeur invité Chargé du cours de diction poétique, lecture de textes littéraires de l'Université Laval, Faculté des lettres. Il anime son premier atelier de diction poétique  Animateur d'un atelier d'écriture au CEULA, Cercle d'écriture de l'Université Laval en avril 1991. Il y revient en juillet 1994. Un nouvel atelier a lieu à la Bibliothèque de Saint-Romuald à l'automne 1995, puis à Toronto, pour la Société des écrivains de Toronto, en février 1996. Il enseigne aussi la grammaire et rédaction du français durant 30 heures pour la SOCAM, Société de communication atikamekw-montagnais, à Wendake au Québec, en mars 1995.
Il enseigne aussi le créole, langue officielle d'Haïti au Cégep Garneau, Garneau-International, à Québec entre 1987 et 1989 et au cours de l'hiver 1996, puis au Centre d'étude et de coopération internationale, C.E.C.I., bureau de Québec en 1989, 1990 et 1997.
Il meurt en 2021 à Sainte-Foy, à 75 ans.

## Activités littéraires
- 2011, « 60 poèmes par heure (60PPH) », dans le cadre de la Journée Mondiale de la Poésie, une présentation du Printemps des poètes, 21 mars 2011.

### Conférencier
- 1976 : Le créole, langue de résistance, Société des traducteurs du Québec, section de Québec, septembre
- 1984 : Terminología y traducción, Centro de Estudios de Lenguas Extranjeras, Universidad Autónoma Metropolitana Xochimilco, Mexico, 16 mars
- 1987 : Méthodologie de la recherche terminologique, Montréal, L.I.S.U.L.F.,
- 1987 : La littérature haïtienne après Duvalier (allocution), à l'occasion d'une table ronde organisée par le Salon international du livre de Québec et la Librairie Pantoute
- 2004 : Haïti dans l'Amérique latine, Bibliothèque latino-américaine de Québec, Québec, 18 février 2004
- 2012 : La femme avant Ève ou la genèse d'un roman-fable, Cercle littéraire Gabriel García-Márquez, Québec, 29 février 2012

### Membre de jurys
- Dakar, Salon du livre, décembre 1993
- Prix Raymond-Charette du Conseil supérieur de la langue française (Québec, automne 2010)
- Concours d'art oratoire des jeunes des écoles du centre-ville (Québec, mai 2011)
- Ancien membre de la L.I.S.U.L.F. (Ligue internationale des scientifiques pour l'usage de la langue française)
- Membre de l'UNEQ (Union des écrivaines et des écrivains québécois) depuis 1979
- Membre de l'association Écrivains francophones d'Amérique
- Communications à des colloques internationaux de terminologie (Université Laval, Québec, mai 1982; UQTR, Montréal, septembre 1985)

### Distinctions
- 2007 : Lauréat du prix Charles-Biddle pour son apport exceptionnel à la société québécoise[9]
- 2012 : Prix de l'Institut Canadien de Québec[10]

## Publications
Publications

### Romans et nouvelles
- Le mari, Sherbrooke, Éditions Naaman, 1980, 91 p.  (ISBN 9782890401440)
- Merdiland, Marseille, Temps parallèle, 1983, 68 p.  (ISBN 9782867410086)
- Dix secondes de sursis, Marseille, Temps parallèle ; Sainte-Foy, Éditions Laliberté, 1983, 135 p.  (ISBN 9782890840225)
- À corps joie, Montréal, Nouvelle Optique, 1984, 253 p.  (ISBN 9782890170698)[12]
- Snesnob, Sainte-Foy, Éditions de l'Erbium, 1987, 29 p.  (ISBN 9782920093010)
- Compère Jacques Soleil : Hommage à Jacques Stephen Alexis, Montréal, Planète rebelle, 1998, 115 p.  (ISBN 9782980579615)
- Ovation, Montréal, Planète rebelle, 1999, 156 p.  (ISBN 9782922528039)
- Grand Roi et Petit Fou, Québec, CORNAC, 2009, 126 p.  (ISBN 9782895291527)
- Traverses : contes et nouvelles, Québec, Éditions GID, 2010, 166 p.  (ISBN 9782896340774)
- La femme avant Ève, Québec, Éditions GID, 2011, 173 p.  (ISBN 9782896341122)

### Poésie
- Le troc mystérieux : carte-poème, Genève, Poésie vivante, 1970, n.p.
- Carême, Paris, Éditions Saint-Germain-des-Prés, 1972, 57 p.
- De ma fenêtre, Montréal, Éditions XYZ, 1974, n.p.
- Extase exacte, Paris, Pensée universelle, 1976, 59 p.
- Grâces : poèmes de chevet (illustré d'une aquarelle de Marie Laberge), Lévis, Éditions de l'Erbium, 1979, 1 f.  (ISBN 9782920093003)
- Dulcamara : douce-amère (illustré par Richard Durand), Québec, Le loup de gouttière, 1992, 89 p.  (ISBN 9782921310123)
- Chair bohème ; suivi de Dulcamara, Québec, CORNAC, 2009, 127 p.  (ISBN 9782895291428)

### Linguistique et terminologie
- Dictionnaire de l'audiophonie : de la machine de gravure à la salle d'écoute, Paris, Cedic ; Nathan ; Montréal : Ville-Marie, 1981, 312 p.  (ISBN 9782891940429)
- Vocabulaire anglais-français des additifs alimentaires, Ottawa, Secrétariat d'État du Canada, 1990, 401 p.  (ISBN 9780660556680)
- Pale Kreyòl : manuel d'apprentissage du créole à l'usage des francophones, Québec, Garneau-International, 1994, 183 p.  (ISBN 9782920910195)
- Tande Kreyòl la byen : manuel, lexique bilingue et cassette audio pour l'étude du créole, Québec, Garneau-International, 1998, n.p.
- Mots étrangers, mots français. Guide à l'usage de la presse parlée et des communicateurs en général, Montréal, Éditions Varia, 2006, 152 p.  (ISBN 9782896060221)
- Sudoku-mots, Montréal, Les Éditions de l'homme, 2007, 139 p.  (ISBN 9782761923880)